# Filiz Ahmet
Filiz Ahmet (ur. 15 kwietnia 1981 w Skopju) – macedońska i turecka aktorka teatralna, filmowa i telewizyjna.

## Życiorys
Filiz Ahmet urodziła się w Skopju należącym ówcześnie do Jugosławii a obecnie stolicy Macedonii Północnej, w rodzinie pochodzenia tureckiego. Jej dziadkiem był zasłużony dla teatru tureckiego w Skopju aktor, pisarz i poeta Lütfü Seyfullah. Część dzieciństwa spędziła w Szwecji, dokąd jej rodzina wyemigrowała na kilka lat po wybuchu wojen domowych w Jugosławii. W roku 2003 ukończyła studia na wydziale teatralnym Akademii Sztuk Pięknych w Skopju. Występowała w tureckim teatrze w stolicy Macedonii. Nagradzana była wielokrotnie jako jedna z najbardziej obiecujących aktorek teatralnych młodego pokolenia. Posługuje się wieloma językami: macedońskim, albańskim, tureckim, szwedzkim, angielskim, serbskim i w pewnym stopniu także bułgarskim.
Od roku 2007 występuje również w tureckich produkcjach telewizyjnych i filmowych. Początkowo obsadzana była w rolach wykorzystujących jej bałkański akcent w języku tureckim. Zadebiutowała w historycznym serialu telewizyjnym Elveda Rumeli (Pożegnanie Rumelii), opowiadającym o losach Turków i Macedończyków żyjących w okolicach Bitoli (tur. Manastır) na przełomie XIX i XX wieku. Sławę i popularność w Turcji na Bałkanach przyniósł jej inny turecki serial historyczny Wspaniałe stulecie, przedstawiający dzieje Imperium Osmańskiego w czasach rządów Sulejmana Wspaniałego.

## Filmografia

### Seriale
- 2007–2008: Elveda Rumeli (Pożegnanie Rumelii) jako Zarife
- 2009: Balkan Düğünü jako Galina
- 2011–2013: Wspaniałe stulecie jako Nigar Kalfa
- 2014: Ruhumun Aynası (Zwierciadło duszy) jako Gülpare
- 2016-2017: Hayat Sarkisi jako Nurgül
- 2019: Vurgun jako Mihri

### Filmy
- 2008: Aşk Tutulması jako Eczacı
- 2008: Başka Semtin Çocukları jako Beyza
- 2012: Mutlu Aile Defteri
- 2013: Kadın İşi: Banka Soygunu jako Bilge
- 2014: Kendime İyi Bak
- 2017: Sonsuz Ask
- 2018: Görevimiz Tatil jako Gülizar
- 2018: Bal Kaymak jako Filiz

## Nagrody i wyróżnienia
- 2 czerwca 2003: Nagroda im. Wojdana Czernodrinskiego dla najlepszej młodej aktorki za rolę w sztuce Küçürekkız
- 25 stycznia 2005: Nagroda mediów dla najbardziej perspektywicznej młodej aktorki
- 7 lipca 2007: Nagroda im. Wojdana Czernodrinskiego dla najlepszej aktorki drugoplanowej za rolę Bruk-Viki w sztuce Kulis Ardı